# Rewolucja irlandzka
Rewolucja irlandzka – wielomiesięczny konflikt o niepodległość Irlandii toczony przez ludność irlandzką przeciwko brytyjskiemu panowaniu w Królestwie Irlandii w 1798 roku.

## Tło historyczne
Wyznająca w większości katolicyzm ludność Irlandii w wielu dziedzinach życia spychana była na margines na skutek wprowadzonego ustawodawstwa karnego (Penal Laws). Katolicy w Irlandii nie posiadali prawa skargi na urzędy państwowe ani też prawa wstępowania do armii, nie mogli też głosować w wyborach, jak również posiadać jakiejkolwiek broni. Prawa te wymierzone były również w protestantów, którzy opowiadali się przeciwko państwowemu Kościołowi Irlandzkiemu (regionalnemu odpowiednikowi Kościoła Anglikańskiego). Korzystając z przywilejów Anglicy starali się umocnić swoją władzę w całym kraju.
Społeczeństwo irlandzkie, przede wszystkim najbardziej wykształcone warstwy wyznawało francuskie idee agitacyjne bądź też skupiało uwagę na amerykańskiej wojnie niepodległościowej, dzięki czemu w kraju coraz częściej do głosu dochodzić zaczęły hasła liberalne. Francuskie poparcie dla Amerykanów w wojnie niepodległościowej zmusiło Koronę brytyjską do wysłania na kontynent amerykański licznych kontyngentów wojskowych. Chcąc równocześnie zabezpieczyć swoje posiadłości w Irlandii przed atakiem z zewnątrz, w roku 1778 rząd brytyjski powołał obronę cywilną tzw. Irish Volunteers (Irlandzkich Ochotników).

## Obrona cywilna (Irish Volunteers)
Do obrony cywilnej należeli zarówno protestanci, jak i katolicy. Członkowie grupy otrzymali od Anglików broń, co było sprzeczne z ustawodawstwem karnym (Penal Law). Irish Volunteers szybko stało się ważnym czynnikiem politycznym w Irlandii, liczącym w roku 1779 około 100 000 członków. Organizacja stała się na tyle potężna, że wymogła na Koronie Brytyjskiej wprowadzenie wolnego handlu pomiędzy Irlandią a Anglią, a tym samym przywrócenie sprzedaży towarów irlandzkich.
W roku 1782 doszło do kolejnej próby sił pomiędzy Irish Volunteers a Koroną, zakończonego przyznaniem miejscowemu Parlamentowi większych pełnomocnictw. W roku 1783 po zakończeniu wojny w Ameryce Północnej, Anglicy uznali obronę cywilną za zbędną, jednak dopiero w roku 1793 w rok po wybuchu wojny z Francją organizacja została prawnie zakazana i rozwiązana. Część członków Irish Volunteers była zwolennikami rewolucji francuskiej. Ludzie ci po rozwiązaniu obrony cywilnej wstąpili do nowo powstałej Society of United Irishmen (Towarzystwa Zjednoczonych Irlandczyków).

## Society of United Irishmen
Organizacja była zrzeszeniem Irlandczyków niezadowolonych z sytuacji w kraju i przesiąkniętych ideami rewolucji francuskiej. Organizacja ta została założona w roku 1791 w celu rozwiązania problemów zwykłych Irlandczyków, problemu równouprawnienia pomiędzy katolikami i protestantami, a także poprawy stosunków pomiędzy państwem irlandzkim a Koroną Brytyjską. Wraz z wybuchem wojny przeciwko Francji w roku 1793, Society of United Irishmen stało się organizacją zakazaną. Członkowie grupy zeszli wówczas do podziemia, organizując tajemne spotkania. Równocześnie doszło do sojuszu z grupą politycznych przeciwników, z którą ustalono za główny cel polityczną i religijną wolność kraju. W tym celu organizacja nawiązała kontakt z rządem francuskim. W następstwie doszło do wybuchu niewielkich powstań, zdławionych jednak szybko przez Anglików i pomagającą im lokalną milicję. Przywódcy United Irishmen zdawali sobie sprawę z faktu, że sukces odnieść mogą jedynie z pomocą poważnej siły militarnej, w związku z czym usilnie prosili o wsparcie rząd francuski.

## Niepowodzenie rebelii 1796 r.
Napięta sytuacja w kraju sprawiła że, przywódca Society of United Irishmen Theobald Wolfe Tone powrócił ze swojego amerykańskiego azylu do Francji, gdzie prosił tamtejszy rząd o wsparcie w walce przeciwko Brytyjczykom. W odpowiedzi na to Francuzi wysłali do Irlandii liczące 15 000 żołnierzy siły pod dowództwem gen. Hoche'a i adm. Bruiksa. Na skutek fatalnej pogody i licznych uszkodzeń okrętów, flota francuska zawróciła jednak do portu, nie osiągając terytorium irlandzkiego. Tym samym powstanie skazane zostało na niepowodzenie.
Liczebność sił francuskich biorących udział w akcji uświadomiła Anglikom powagę sytuacji w Irlandii, zmuszając rząd brytyjski do podjęcia radykalnych środków przeciwko tamtejszej ludności. Następstwem tej decyzji było powołanie prawa wojennego w kraju. Doszło też do ataków na katolików i ich protestanckich sprzymierzeńców. W celu zapewnienia sobie wpływów ludności katolickiej rząd brytyjski starał się przeciągnąć na swoją stronę episkopat irlandzki. Już w roku 1793 katolikom pod pewnymi ograniczeniami zezwolono na udział w wyborach, a także zapisywanie się na Uniwersytet. W roku 1796 rząd brytyjski założył dla Kościoła katolickiego w Irlandii Maynooth College w którym kształcić mogli się katolicy. Większość z nich wykształcenie uzyskała za granicą, przeważnie we Francji. Działania te sprawiły, że episkopat zagroził ekskomuniką wszystkim popierającym idee organizacji Society of United Irishmen.

## Rebelia 1798 r.
Nacisk rządu brytyjskiego przynosił pierwsze rezultaty. Dzięki informatorom przebywającym w szeregach powstańczych, czy też w wyniku zdrady ze strony cywilów, kadra dowódcza powstańców została zdziesiątkowana. Doprowadziło to wkrótce do sporów ideologicznych wewnątrz samego ruchu. Powtarzające się aresztowania i wyroki śmierci osłabiły poważnie umiarkowane skrzydło Society of United Irishmen. Grupa ta odwlekała wybuch powstania do chwili otrzymania pomocy od Francuzów. Skrzydło militarne naciskało jednakże na szybkie działania, starając się wykorzystać niezadowolenie wśród ludności cywilnej i panującą w kraju biedę. Termin wybuchu rebelii zaplanowano w końcu na 23 maja.
W wyniku zdrady i dzięki informatorom Anglicy uzyskali informacje o przygotowywanej rebelii, dzięki czemu wcześniej zajęli wszystkie strategiczne punkty w Dublinie, zapobiegając zdobyciu stolicy przez powstańców. Pomimo takiego nieoczekiwanego obrotu sprawy, rebeliantom udało się zająć przedmieścia Dublina. Powstanie szybko rozprzestrzeniało się na kolejne miejscowości. Anglicy zamierzając zdusić w zarodku rebelię, nakazali lojalnym siłom irlandzkim aresztować lub zabić każdego podejrzanego o udział w powstaniu. W odpowiedzi na to gniew rebeliantów skierował się przeciwko protestantom. W ten sposób w krótkim czasie rebelia przemieniła się w wojnę domową. Po kilku dniach Anglikom udało się w końcu rozbić powstańców zorganizowanych w mniejszych oddziałach. Dłużej walki toczono jedynie w County Wexford, gdzie powstańcy bronili się dzielnie do końca czerwca. 21 czerwca 1798 r. w wyniku bitwy pod Vinegar Hill, po wkroczeniu do regionu około 20 000 żołnierzy brytyjskich powstanie upadło. Nielicznym oddziałom udało się wydostać z miasta, a następnie toczyć niewielkie walki z Brytyjczykami do 14 lipca 1798 r.
22 sierpnia 1798 r. 2000 żołnierzy francuskich wylądowało w County Mayo. Dzięki pomocy Francuzów około 5000 powstańców pokonało Brytyjczyków w bitwie pod Castlebar. Po zwycięstwie Irlandczycy proklamowali Republikę Connaught, która przetrwała do chwili całkowitego zwycięstwa Brytyjczyków nad siłami powstańczymi i francuskimi 8 września.
Inna jednostka francuskich żołnierzy zamierzała wyjść na ląd 12 października w County Donegal, flota została jednak rozproszona przez okręty angielskie. Wśród żołnierzy znajdował się Theobald Wolfe Thone, który został schwytany przez Brytyjczyków i skazany na karę śmierci.

## Następstwa
Po upadku powstania poszczególni członkowie Society of United Irishmen zeszli do podziemia, kontynuując walkę z Brytyjczykami. Większość poddała się w roku 1800 po ogłoszeniu aktu unii, który w roku 1801 doprowadził do związku Królestwa Wielkiej Brytanii z Królestwem Irlandii, zwanego Zjednoczonym Królestwem Wielkiej Brytanii i Irlandii.
Nowo nabyte prawa i przywileje dla wielu Irlandczyków były dowodem na sukces powstania 1798 r. Rebelia doprowadziła też do rozłamu pomiędzy katolikami a protestantami, którzy w początkowej fazie powstania walczyli wspólnie z Anglikami. Upadek powstania pogłębił jednak konflikt religijny pomiędzy obiema grupami, trwający do czasów obecnych.
Kolejnym ważnym następstwem była masowa wywózka Irlandczyków jako niewolników do kolonii brytyjskich, gdzie traktowano ich o wiele gorzej od sporo więcej wartych Afrykanów – Irlandczycy byli za darmo, a za niewolników afrykańskich trzeba było płacić dlatego sprzedawano ich nawet 10 razy taniej.

## Chronologia militarna rewolucji irlandzkiej 1798 r.
- Bitwa pod Prosperous – 23 maja 1798
- Bitwa pod Ballymore-Eustace – 24 maja 1798
- Bitwa pod Naas – 24 maja 1798
- Bitwa pod Kilcullen – 24 maja 1798
- Bitwa pod Carlow – 25 maja 1798
- Bitwa pod Tara Hill – 26 maja 1798
- Bitwa pod Oulart Hill – 27 maja 1798
- Bitwa pod Newtownmountkennedy – 1798
- Masakra w Gibbet Rath – 1798
- Bitwa pod Three Rocks – 30 maja 1798
- Bitwa pod Bunclody – 1 czerwca 1798
- Bitwa pod Tuberneering – 4 czerwca 1798
- Bitwa pod New Ross – 5 czerwca 1798
- Bitwa pod Antrim – 7 czerwca 1798
- Bitwa pod Arklow – 9 czerwca 1798
- Bitwa pod Saintfield – 9 czerwca 1798
- Bitwa pod Ballynachinch – 12 czerwca 1798
- Bitwa pod Ovidstown – 19 czerwca 1798
- Bitwa pod Foulksmils – 20 czerwca 1798
- Bitwa pod Vinegar Hill – 21 czerwca 1798
- Bitwa pod Ballyellis – 30 czerwca 1798
- Bitwa pod Castlebar – 27 sierpnia 1798
- Bitwa pod Colloney – 5 września 1798
- Bitwa pod Ballinamuck – 8 września 1798
- Bitwa pod Killala – 1798
- Bitwa pod Tory Island – 12 października 1798